# 乌罗什·丘奇科维奇
乌罗什·丘奇科维奇（羅馬化：Uroš Čučković，1990年4月25日—），黑山男子水球运动员。他曾代表黑山参加2016年和2020年夏季奥林匹克运动会水球比赛，最好名次为2016年奥运会的第四名。